# 菅原貞敬
菅原 貞敬（すがわら さだとし、 1939年2月18日 - ）は、日本の元バレーボール選手、元全日本選手、指導者。
全日本ジュニア男子監督、ケニア女子代表監督、日立佐和リヴァーレ監督、シニアアドバイザーなど国内外で監督を歴任。

## 来歴
秋田県能代市出身。秋田県立能代高等学校を経て、1957年、東洋レーヨンに入社。東レ九鱗会の選手として活躍した。
1960年に全日本に初選出され、1964年東京五輪に出場し銅メダルを獲得した。
1968年に東レ九鱗会の監督に就任。1978年に全日本ジュニア男子監督に就任し、中垣内祐一、大竹秀之ら1990年代の全日本を牽引してきたバレーボール選手を育てた。
1995年10月にケニア女子代表監督に就任、同年ワールドカップ（11月開幕）ではケニアチームの指揮を執った。
1996年、アトランタ五輪の出場を目指すケニアバレーボール協会の要請を受け、引き続き監督を務め、現地のケニアへ行き指導をした。アトランタ五輪の出場権を得ることはできなかったが、監督退任後もケニアのチームを支え続けケニアの選手を日本の実業団チームに送り込み実践を積ませた。
1997年NCI男子チームの監督に就任（2000年とやま国体終了後廃部）。
2000年5月にケニア女子代表監督に就任し、同年シドニー五輪ではアフリカ勢初となるオリンピック出場を果たした。
2001年、日立佐和リヴァーレの監督に就任（-2005年）。2006年世界選手権でもケニア女子代表の監督を務めた。
2008年10月開催の第1回アジアカップに、若手中心の日本代表チーム監督、2009年5月より日立佐和リヴァーレ総監督を経て顧問（シニアアドバイザー）を担当。2023年3月31日まで22年近くも日立に携わり続けた。

## 球歴
- 全日本代表としての主な国際大会出場歴
  - オリンピック：1964年
  - 世界選手権：1960年、1962年
- ケニア女子代表監督としての国際大会出場歴
  - 1995年ワールドカップ
  - 2000年シドニー五輪
  - 2006年世界選手権